# Каракизиди, Савва Павлович
Савва Павлович Каракизиди (род. 31 мая 1993) — российский, а впоследствии греческий самбист и дзюдоист, чемпион и призёр чемпионатов России по дзюдо, серебряный призёр Европейских игр 2019 года по самбо, победитель Кубка Европы по самбо, призёр чемпионатов мира по самбо, победитель и призёр международных турниров по самбо и дзюдо, мастер спорта России по самбо и дзюдо.

## Биография
Начал заниматься самбо в 6 лет, когда отец привёл его в секцию. Учился в Кубанском институте физической культуры, туризма и спорта. В самбо выступал в лёгкой весовой категории (до 62 кг). Тренировался под руководством Андрея Лопатина, Сергея Галояна и Романа Болотского. Проживал в городе Анапа. С 2018 года выступает за команду Греции (под именем Саввас Каракизидис), представляя которую и добился своих основных побед.

## Спортивные результаты
- Чемпионат России по дзюдо 2013 года — ;
- Чемпионат России по дзюдо 2016 года — ;